# Antonio Dattilo Rubbo
Pour les articles homonymes, voir Rubbo.
Antonio Salvatore Dattilo Rubbo, né le 21 juin 1870 et mort le  1er juin 1955, est un artiste né italien et professeur d'art actif en Australie à partir de 1897,.

## Biographie
Rubbo, ou Dattilo-Rubbo, est né à Naples en 1870 et est arrivé en Australie en 1897. À partir de 1898 il a enseigné dans des écoles de Sydney dont le Collège St Joseph, les Chasseurs de la Colline, Kambala, Le Collège Écossais et Newington College (en).